# قلعه کونوهه
قلعه کونوهه (به ژاپنی: 九戸城, Kunohe-jō) یک قلعه ژاپنی بود که تحت کنترل خاندان نانبو قرار داشت. واقع در شهر کنونی نینوهه، ایواته، استان ایواته، توهوکو واقع در شمال ژاپن ژاپن. از این قلعه همچنین به قلعه فوکوئوکا (福岡城, Fukuoka-jō) یا قلعه میانو (宮野城, Miyano-jō) یاد می‌شود.